# هلکتیت
غارنهشته حلزونی یا هلکتیت (به انگلیسی: Helictite)، غارنهشته‌ای است در یک سنگ آهک غار که محور خود از عمودی در یک یا چند مرحله در طول دوره رشد آن تغییر می‌کند.

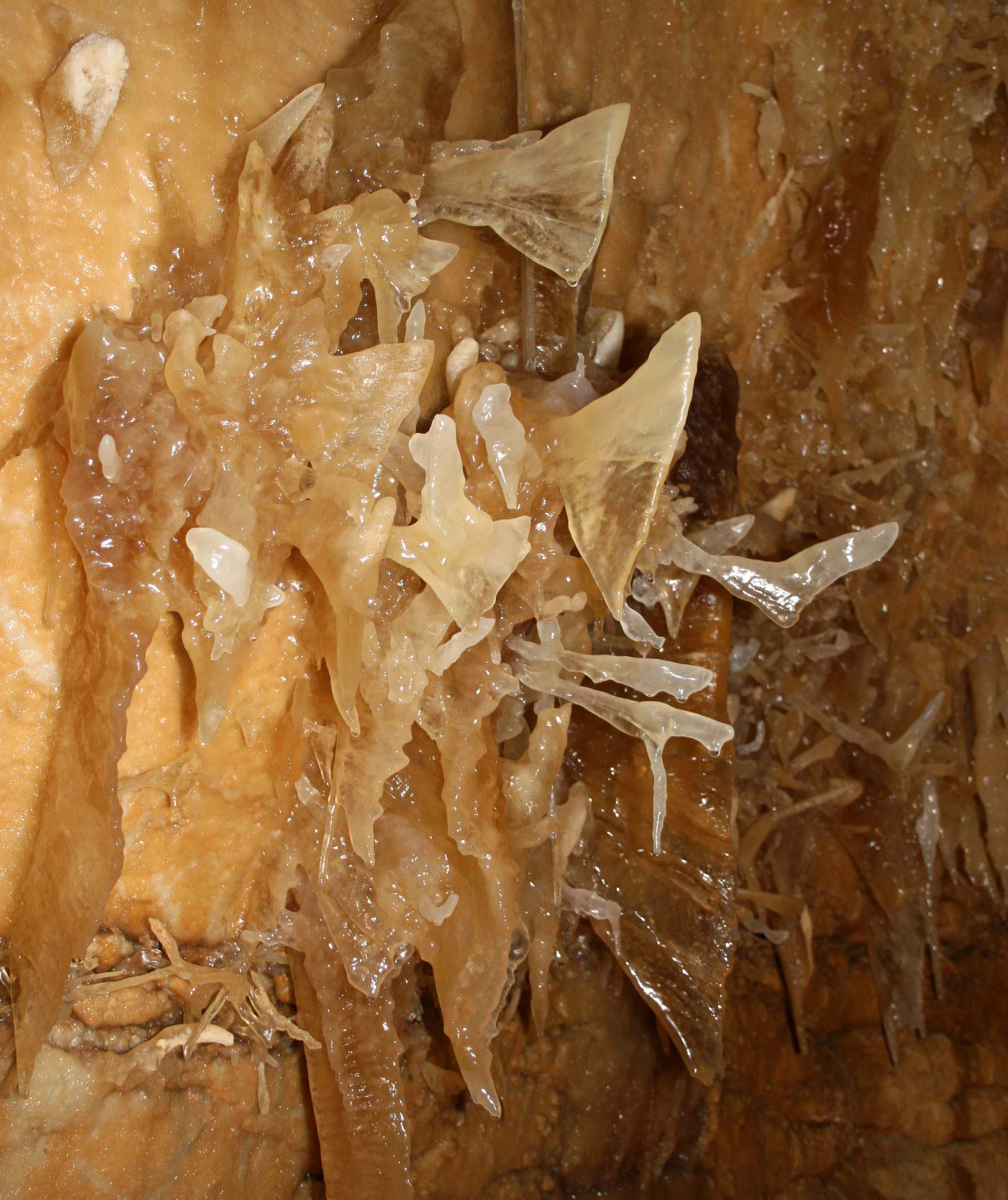
هلیکتیت‌های نادر «دم ماهی» در غارهای سونورا در نزدیکی سونورا، تگزاس

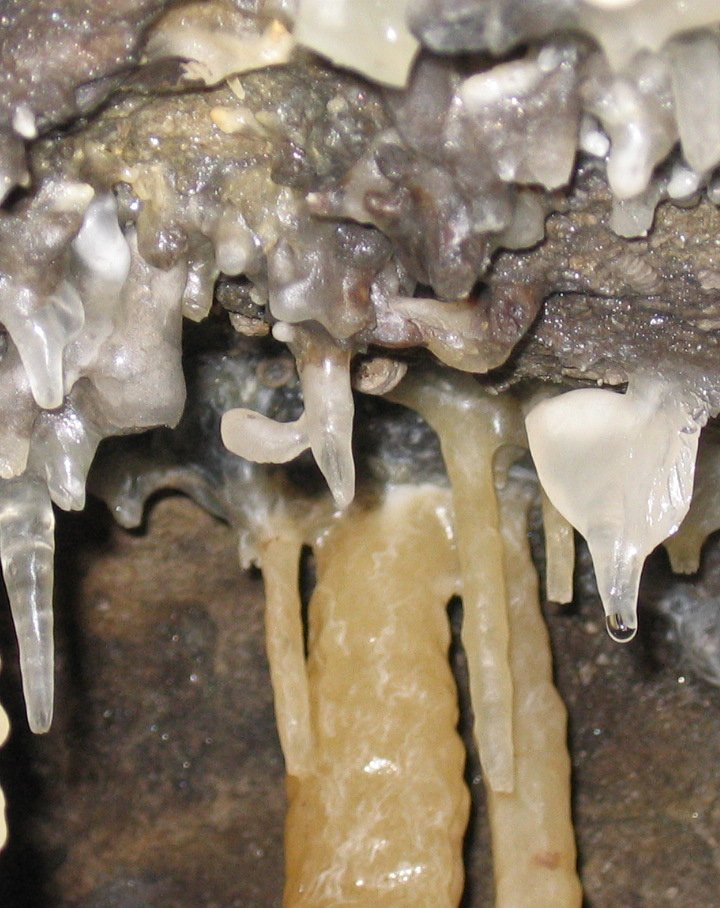
سیل در غار تریک کلیف در دربی شایر

هلیکتیت‌ها شکلی منحنی یا زاویه ای دارند که به نظر می‌رسد در گرانش صفر رشد کرده‌اند.
آنها به احتمال زیاد نتیجه نیروهای مویرگی هستند که بر روی قطرات ریز آب وارد می‌شوند، نیرویی که در این مقیاس به اندازه کافی قوی است که گرانش را نادیده می‌گیرد.
شاید ظریف‌ترین تشکل‌های غار هلکتیت‌ها باشند.
آنها معمولاً از کلسیت و آراگونیت سوزنی شکل ساخته می‌شوند.
اشکال هلیکتیت در چندین نوع توصیف شده‌است:
هلیکتیت‌های روبانی، اره ای، میله ای، پروانه ای، «دست»، سیب زمینی سرخ شده، و «توده کرم».
آنها معمولاً تقارن شعاعی دارند. آنها را می‌توان به راحتی با کوچکترین لمس خرد یا شکست. به همین دلیل، هلکتیت‌ها در غارهای توریستی به ندرت در دسترس بازو دیده می‌شوند.
بنای یادبود ملی غار تیمپانوگوس در یوتا یکی از بزرگترین مجموعه‌های این سازه‌ها را در جهان دارد. تعداد زیادی نیز در غارهای Jenolan در استرالیا و در غار Pozalagua در Karrantza، اسپانیا وجود دارد. مجموعه قابل توجهی از هلیکتیت‌ها نیز در غار آسپرژ فرانسه رخ می‌دهد. همچنین می‌توان آن را در غار Black Chasm در کالیفرنیا، ایالات متحده یافت.

## تشکیل

نمودار سازه‌های غار قطره ای (هلکتیت‌ها با برچسب H)

رشد هلیکتیت‌ها هنوز کاملاً مبهم است. تا به امروز، توضیح رضایت بخشی برای چگونگی شکل‌گیری آنها وجود نداشته‌است. در حال حاضر، تشکیل توسط نیروهای مویرگی محتمل‌ترین فرضیه است، اما فرضیه دیگری بر اساس تشکیل باد نیز قابل اجرا است.

### نیروهای مویرگی
محتمل‌ترین فرضیه هلکتیت‌ها را در نتیجه نیروهای مویرگی توضیح می‌دهد. اگر هلیکتیت دارای یک لوله مرکزی بسیار نازک باشد که در آن آب مانند نی جریان دارد، نیروهای مویرگی قادر خواهند بود آب را در برابر گرانش انتقال دهند. این ایده از برخی هلکتیت‌های توخالی الهام گرفته شده‌است. اکثر هلکتیت‌ها با این حال توخالی نیستند.
با وجود این، قطرات می‌توانند به نوک سازه‌های موجود کشیده شوند و بار کلسیتی خود را تقریباً در هر نقطه از آن قرار دهند.
این می‌تواند منجر به ساختارهای سرگردان و پیچ خورده شود که در بسیاری از هلکتیت‌ها دیده می‌شود.

### باد
فرضیه دیگری از باد در غار به عنوان دلیل اصلی ظاهر عجیب نام می‌برد. قطرات آویزان شده بر روی یک استالاکتیت به یک طرف دمیده می‌شوند، بنابراین سنگ قطره در آن جهت رشد می‌کند. اگر باد تغییر کند، جهت رشد نیز تغییر می‌کند. با این حال، این فرضیه بسیار مشکل ساز است، زیرا جهت باد اغلب تغییر می‌کند. باد در غارها به تغییرات فشار هوا در خارج بستگی دارد که به نوبه خود به آب و هوا بستگی دارد. جهت باد هر چند وقت یکبار تغییر می‌کند که شرایط آب و هوایی خارج تغییر کند. اما قطره‌ها بسیار آهسته رشد می‌کنند - چندین سانتی‌متر در ۱۰۰ سال - به این معنی که جهت باد باید برای مدت طولانی ثابت بماند و به ازای هر تکه میلی‌متر رشد تغییر کند. مشکل دوم این ایده این است که بسیاری از غارهای دارای هلیکتیت ورودی طبیعی ندارند که باد بتواند وارد آن شود.

### نیروهای پیزوالکتریک
فرضیه دیگری که ارائه شده‌است این است که تغییر آهسته فشار زمین‌شناسی باعث ایجاد تنش بر روی کریستال‌ها در پایه می‌شود، پتانسیل الکترواستاتیک پیزو را تغییر می‌دهد و باعث می‌شود که رسوب ذرات در رابطه ای با جهت‌گیری فشار غالب جهت‌گیری شود.

### باکتریایی
یک فرضیه اخیر، که توسط مشاهدات پشتیبانی می‌شود، این است که یک فیلم باکتریایی پروکاریوتی یک مکان هسته برای فرایند کانی سازی فراهم می‌کند.

## رشد هلیکتیت

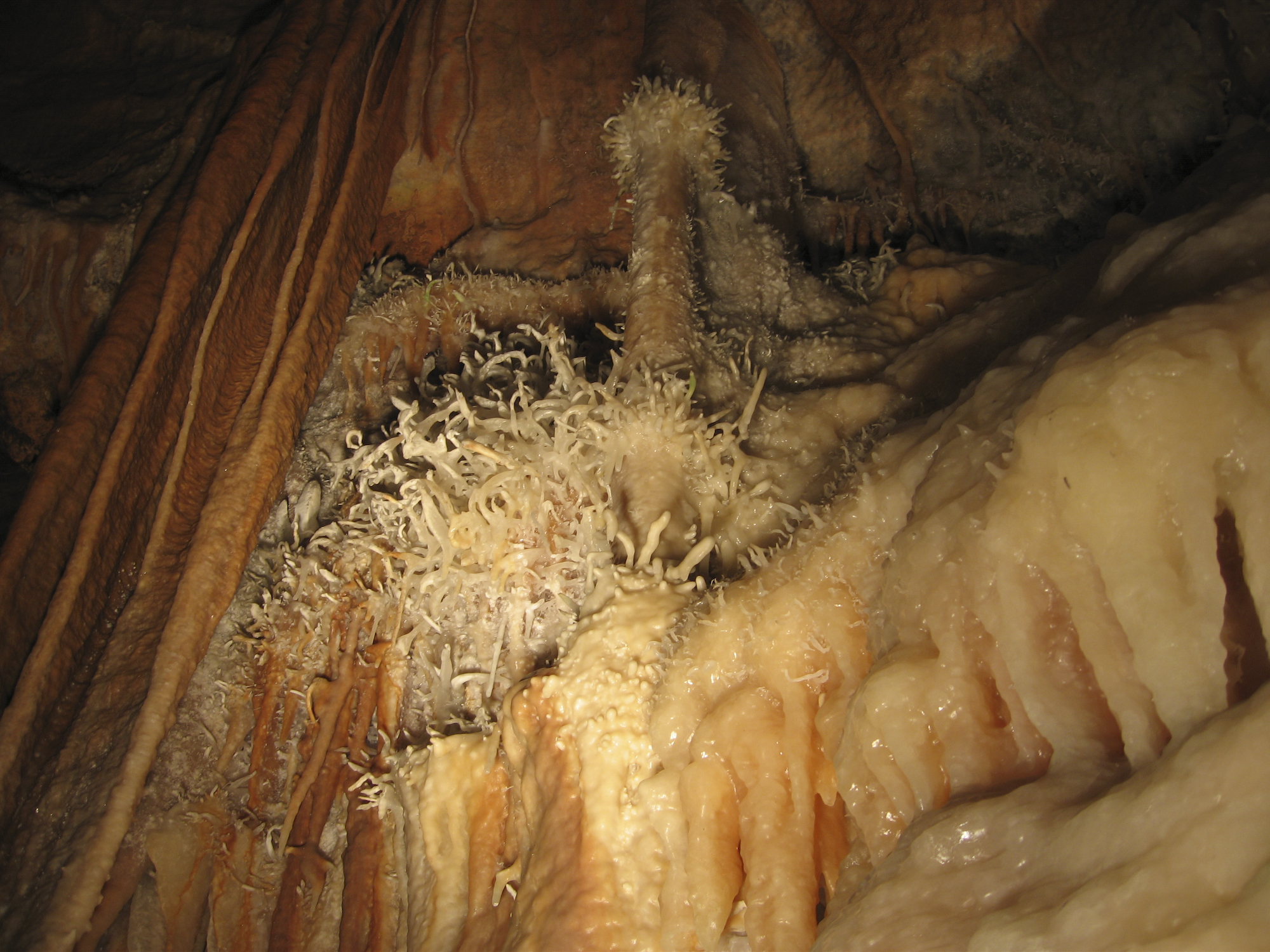
تصویر بالا هلکتیت در غارهای جنولان در استرالیااست.

هلیکتیت رشد خود را به صورت یک استالاکتیت کوچک آغاز می‌کند. جهت انتهای نی ممکن است منحرف شود، مانند یک پیچ در پیچ بپیچد، یا قسمت اصلی ممکن است به‌طور معمول تشکیل شود در حالی که هلکتیت‌های کوچکی مانند ریشه یا قلاب ماهی از کنار آن بیرون می‌زند.
در بعضی از غارها، هلیکتیت‌ها در کنار هم قرار می‌گیرند و بوته‌هایی به بلندی شش فوت را تشکیل می‌دهند.
این بوته‌ها از کف غار رشد می‌کنند. هنگامی که هلیکتیت‌ها در کف غارها یافت می‌شوند، به آنها هلیگمیت می‌گویند، اگرچه بحث در مورد اینکه آیا این یک زیرمجموعه واقعی است وجود دارد.
به دلیل نامعلومی زمانی که ترکیب شیمیایی آب کمی تغییر می‌کند،
ساختار تک بلوری می‌تواند از شکل استوانه ای به شکل مخروطی تغییر کند.
در برخی از این موارد، هر کریستال مانند یک پشته وارونه از مخروط‌های بستنی در کریستال قبلی قرار می‌گیرد.

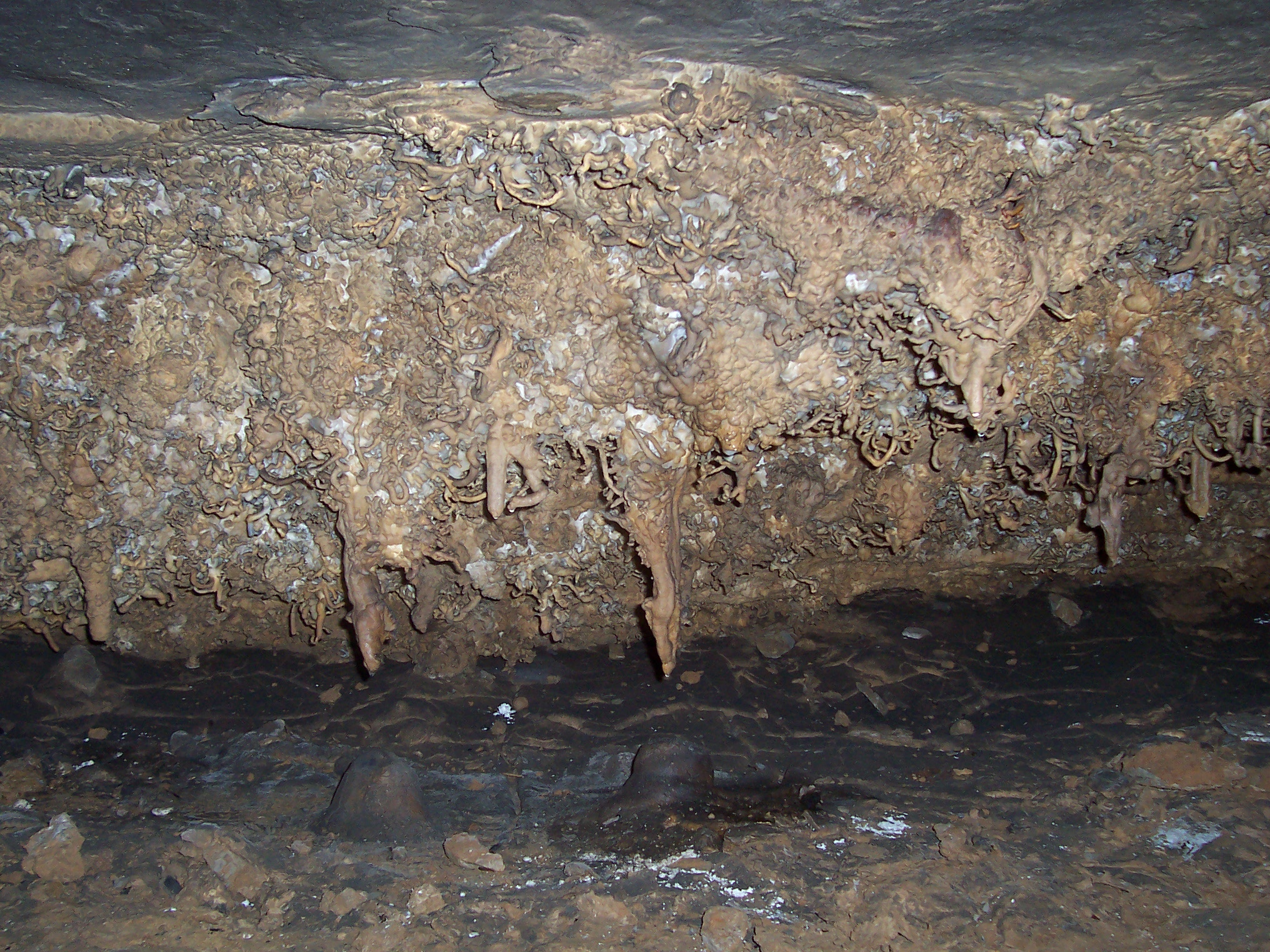
سازندهای هلیکتیت در غارهای ویاندوت، ایندیانا، ایالات متحده